# Louis Portella Mbuyu
Louis Portella Mbuyu (28 de julho de 1942) é o bispo católico emérito de Kinkala, na República do Congo.
Louis Portella Mbuyu nasceu em 28 de julho de 1942 em Pointe-Noire, diocese de Pointe-Noire, no departamento de Kouilou. Ele foi ordenado em 1967 Pointe-Noire. Frequentou a Pontifícia Universidade Gregoriana de Roma, obtendo um mestrado em Teologia Espiritual e em Paris estudou Sociologia.
Portella Mbuyu foi professor e diretor espiritual do Seminário Maior Emile Biayenda, antes de ser nomeado Reitor desta instituição.
Em 16 de outubro de 2001, o Papa João Paulo II o nomeou bispo de Kinkala, a partir de 6 de janeiro de 2002, substituindo Anatole Milandou.
Em maio de 2006 foi eleito Presidente da Conferência Episcopal do Congo, ocupando este cargo até 25 de abril de 2015.
Sua aposentadoria foi aceita em 5 de março de 2020. 